# Engelbert Frühwirth
Engelbert Fruhwirth (ur. 1905 w Wiedniu, zm. 1 października 1964) – SS-Oberscharführer, w czasie okupacji niemieckiej funkcjonariusz więzienia Pawiak w Warszawie.

## Życiorys
Przed wojną z zawodu był kelnerem. Po zajęciu Austrii przez III Rzeszę wstąpił do SS. W listopadzie 1940 roku został odkomenderowany do służby więziennej na Pawiaku gdzie pełnił służbę do wybuchu powstania warszawskiego w 1944. Więźniowie osadzeni na Pawiaku nadali mu przezwisko „Generał“.